# اسماعیل پرولیاک
اسماعیل پرولیاک (انگلیسی: Smail Prevljak؛ زادهٔ ۱۰ مهٔ ۱۹۹۵) بازیکن فوتبال اهل بوسنی و هرزگوین است.
از باشگاه‌هایی که در آن بازی کرده‌است می‌توان به باشگاه فوتبال ردبول زالتسبورگ، باشگاه فوتبال لیفرینگ و باشگاه فوتبال لایپزیگ اشاره کرد.
وی همچنین در تیم‌های ملی فوتبال زیر ۲۱ سال بوسنی و هرزگوین و بزرگسالان بوسنی و هرزگوین بازی کرده‌است.